# شهرداری دونداگا
شهرداری دونداگا (به لاتین: Dundaga Municipality) یک شهرداری در لتونی است. شهرداری دونداگا ۴٬۸۷۸ نفر جمعیت دارد.